# Marlyse Hourtou
Marlyse Hourtou, née le 29 juillet 1996, est une archère tchadienne.

## Carrière
Elle est médaillée de bronze en arc classique par équipe féminine ainsi qu'en arc classique par équipe mixte avec Israel Madaye aux Jeux africains de 2019 à Rabat.
En 2021, elle a participé aux Jeux olympiques de Tokyo et a été battue par la sud-coréenne An San.